# Velika loža Alpina
Velika loža Alpina je prostozidarska velika loža v Švici, ki je bila ustanovljena leta 1844.
Združuje 73 lož, ki imajo skupaj 3.842 članov.